# Filmfare Award за лучшую работу художника-постановщика
Filmfare Award за лучшую работу художника-постановщика (англ. Filmfare Award for Best Art Direction) — ежегодная награда Filmfare Award с 1956 года.

## Победители и номинанты

### 1950-е
- 1956 — Руси Бенкер — «Мирза Галиб»
- 1957 — Кану Десаи — «Бубенчики на щиколотках звенят»
- 1958 — М. Р. Ачрекар — «Хождение за три моря»
- 1959 — Судхенду Рой — «Мадхумати»

### 1960-е
- 1960 — М. Р. Ачарекар[англ.] — «Бумажные цветы»
- 1961 — Бирен Наг[англ.] — «Полная луна»[англ.]
- 1962 — М. Р. Ачарекар[англ.] — «В стране, где течет Ганг»[англ.]
- 1963 — Р. Д. Джадхав, Рам Йедекар — «Сын судьбы»[англ.]
- 1964 — Судхенду Рой[англ.] — «Возлюбленная моя»[англ.]
- 1965 — Г. Л. Ядхав, Т. К. Десаи — «Kohra»[англ.] (чёрно-белое кино)
- 1966 — М. С. Сатхью[англ.] — «Haqeeqat»[англ.] (чёрно-белое кино)
- 1967 — Сент Сингх — «Yeh Raat Phir Na Aayegi»[англ.]
- 1968 — Х. В. Махарудра — Taqdeer (B&W)
  - Chandan Ka Palna (Color)
- 1969 — Ажит Баннерджи — «Младшая невестка» (B&W)
  - «Нур Джехан» (Color)

### 1970-е
- 1970 — Ажит Баннерджи — «Странная ночь» (B&W)
  - Tamanna (Color)
- 1971 — Шанти Дас — «Мечта»
- 1972 — Банси Чандрагупта — Seema
- 1973 — Н. Б. Кулкарни — «Куртизанка»
- 1974 — А. Рангарай — «Бобби»
- 1975 — Судхенду Рой — Sagina
- 1976 — Банси Чандрагупта — Do Jhoot
- 1977 — С. С. Самель — «Факира»
- 1978 — Шанти Дас — «Мы не хуже других»
- 1979 — Т. К. Десаи — «В поисках брата»

### 1980-е
- 1980 — Мадхукар Шинде — «Два цвета крови»
- 1981 — К. С. Бхатти — «Крик раненого»
- 1982 — Банси Чандрагупта — «Исход»
- 1983 — Ажит Баннерджи — «Квартирант»
- 1984 — Н. Б. Кулкарни — «Дочь султана»
- 1985 — Мадхукар С. Шинде — «Суть»
- 1986 — Суреш Савант — «Ганг, твои воды замутились»
- 1987 — Не вручалась
- 1988 — Не вручалась
- 1989 — Лиладар Савант — «Убийство»

### 1990-е
- 1990 — Не вручалась
- 1991 — Нитиш Рой — «Голубая река»
- 1992 — Р. Верман — «Добрые друзья»
- 1993 — Р. Верман — Angaar
- 1994 — Сабу Сирил — Gardish
- 1995 — Nitin Chandrakant Desai — «Сага о любви»
- 1996 — Биджон Дас Гупта — Prem
- 1997 — Nitin Chandrakant Desai — «Мир музыки»
- 1998 — Шармишта Рой — «Сумасшедшее сердце»
- 1999 — Шармишта Рой — «Всё в жизни бывает»

### 2000-е
- 2000 — Не вручалась
- 2001 — Не вручалась
- 2002 — Шармишта Рой — «И в печали, и в радости»
- 2003 — Nitin Chandrakant Desai — «Девдас»
- 2004 — Муниш Саппел — «Похищенная»
- 2005 — Сабу Сирил — «На перекрёстке судеб»
- 2006 — Keshto Mandal, Прадип Саркар и Nfyeihb Cfhrfh — «Замужняя женщина»
- 2007 — Самир Чанда — «Омкара»
  - Арадхана Сет — «Дон. Главарь мафии»
  - Navin Kankre, Апарна Рэйна & Шехар Мор — «Тайные намерения»
  - Самир Чанда — «Цвет шафрана»
  - Шармишта Рой — «Никогда не говори „Прощай“»
- 2008 — Самир Чанда — «Гуру: Путь к успеху»
- 2009 — Шарат Катария, Анджелика Моника Боумик — «Везунчик Лаки»

### 2010-е
- 2010 — Helen Jones, Суканта Паниграхи — «Дэв»
- 2011 — Мукунд Гупта — Do Dooni Chaar
- 2012 — Шашанк Тере — «Однажды в Дели»
- 2013 — Rajat Podar — «Барфи!»
- 2014 — Acropolis Design — «Беги, Милка, беги!»
- 2015 — Субрата Чакрабортхи и Амит Рэй — «Хайдер»
  - Ашим Ахлувалиа, Tabasheer Zutsi и Parichit Paralkar — Мисс Красотка
  - Manisha Khandelwal — «В поисках Фэнни»
  - Meenal Agarwal — Ankhon Dekhi
  - Subrata Chakraborty и Amit Ray — «Семь этапов любви»
- 2016 — Суджит Савант, Шрирам Лингер и Салони Дхатрак — «Баджирао и Мастани»
- 2017 — Не вручалась
- 2018 — Parul Sondh — «Папочка»
  - Anita Rajgopalan Lata и Donal Raegan Gracy — «Богатей»
  - Siddharth Sirohi — «Самоубийца»
  - Subrata Chakraborty and Amit Ray — «Рангун»